# Сергій (Аніцой)
Митрополит Сергій (в миру Сергій Леонідович Аніцой, нар. 17 січня 1979, Суми). Громадянин Росії. Митрополит Тульчинський і Брацлавський УПЦ.

## Біографія
Народився 17 січня 1979 року в Сумах. З 1990 по 1991 рр. виконував послух алтарника Спасо-Преображенського кафедрального собору м. Суми. З 1991 по 1993 рік роки виконував послух ризничого та іподиякона архієпископа Сумського і Охтирського Никанора (Юхим'юка). З 1993 по 1995 рік був іподияконом архієпископа Сумського і Охтирського Варфоломія (Ващука). У 1997 році закінчив сумську середню школу № 2. З 1995 по 1999 рік виконував послух старшого іподиякона архієпископа Сумського і Охтирського Іонафана (Єлецьких). Продовжував нести цей послух після призначення архієпископа Іоанафана правлячим Херсонською єпархією.
23 липня 2002 року висвячений у диякона. З 12 грудня 2002 року — ключар Свято-Духівського кафедрального собору м. Херсон. 31 березня 2004 року призначений помічником єпархіального економа. 1 червня 2004 року піднесений у сан протодиякона.
13 листопада 2005 року висвячений у пресвітера. З 14 листопада 2005 року виконував послух настоятеля Свято-Духівського кафедрального собору м. Херсон. 1 травня 2006 року був призначений секретарем Херсонської єпархії. 16 листопада 2006 року, відповідно до поданого прохання, зарахований за штат Херсонської єпархії з правом переходу в Тульчинську єпархію. 8 грудня 2006 року архієпископом Тульчинським і Брацлавським Іонафаном прийнятий в штат кліру Тульчинської єпархії. 9 грудня 2006 року призначений настоятелем Тульчинського кафедрального собору на честь Різдва Христового та секретарем Тульчинської єпархії.
У 2007 році закінчив Київську духовну семінарію (заочне відділення).
8 грудня 2008 року архієпископом Тульчинським і Брацлавським УПЦ Іонафаном був пострижений в чернецтво з ім'ям Сергій (на честь прп. Сергія Радонезького). 26 грудня 2008 року піднесений у сан ігумена з покладанням наперсного хреста. 22 січня 2009 року зборами духовенства Тульчинської єпархії обраний делегатом на Помісний собор РПЦ. 23 травня 2009 року піднесений у сан архімандрита.
У 2010 році закінчив Київську духовну академію (заочне відділення).

## Архиєрейське служіння
Рішенням Священного Синоду УПЦ від 14 березня 2018 року обраний єпископом Ладижинським, вікарієм Тульчинської єпархії.
Наречений на єпископа 23 березня 2018 року в храмі Різдва Пресвятої Богородиці Київської духовної академії. Висвячений у єпископа 24 березня 2018 року, за Божественною літургією в Трапезному храмі прп. Антонія і Феодосія Печерських Києво-Печерської лаври. Богослужіння очолив митрополит Київський і всієї України Онуфрій (Березовський). Йому співслужили митрополити Вишгородський і Чорнобильський Павло (Лебідь), Бориспільський і Броварський Антоній (Паканич), Тульчинський і Брацлавський Іонафан (Єлецьких), Могилів-Подільський і Шаргородський Агапіт (Бевцик), архієпископи Бучанський Пантелеймон (Бащук), Уманський і Звенигородський Пантелеймон (Луговий), Роменський і Буринський Іосиф (Масленніков), Сєверодонецький і Старобільський Никодим (Барановський), єпископи Бородянський Варсонофій (Столяр), Фастівський Даміан (Давидов), Олександрійський і Світловодський Боголеп (Гончаренко), Гостомельський Тихон (Софійчук), Баришівський Віктор (Коцаба), Білогородський Сильвестр (Стойчев) та духовенство Києво-Печерської обителі
17 серпня 2022 року возведений в сан архієпископа.
23 жовтня 2024 року рішенням синоду УПЦ московського патріархату призначений керівником Тульчинської єпархії з титулом «архієпископ Тульчинський і Брацлавський».
17 серпня 2025 року возведений в сан митрополита.
З 17 серпня 2025 року священний синод вирішив відправити митрополита Сергія (Аніцоя) на спокій у зв'язку зі станом здоров'я.

## Церковні нагороди
- Орден преподобного Нестора Літописця ІІ ст. (2004)
- Орден преподобного Нестора Літописця І ст. (2004)
- орден Князя Володимира III ст. (2008)
- медаль преподобних Антонія і Феодосія Печерських I ст. (2009)
- право служіння Божественної Літургії з відкритими Царськими вратами до «Отче наш» (січень 2013)
- право носіння другого наперсного хреста (18 червня 2014 року)
- архієрейська грамота (2016)[8]